# 関田涙
関田 涙（せきた なみだ、1967年 -）は、日本の推理作家、児童文学作家。

## 人物・来歴
横浜市出身。
2003年、『蜜の森の凍える女神』で第28回メフィスト賞を受賞しデビュー。2007年刊行の『晩餐は「檻」のなかで』は「本格ミステリー・ワールド2008」で黄金の本格に選出された。
2006年以降は、児童向け小説を主に発表している。

## 作品一覧

### 「ヴィッキー」シリーズ
講談社ノベルス
1. 『蜜の森の凍える女神』 2003年3月　ISBN 978-4-06-182308-2
2. 『七人の迷える騎士』 2003年7月　ISBN 978-4-06-182325-9
3. 『刹那の魔女の冒険』 2004年2月　ISBN 978-4-06-182358-7

### 「マジカルストーンを探せ!」シリーズ
間宮彩智イラスト、講談社青い鳥文庫。全7巻。
1. 『マジカルストーンを探せ! 月の降る島』 2006年10月　ISBN 978-4-06-148743-7
2. 『怪盗ヴォックスの挑戦状 マジカルストーンを探せ! Part2』 2007年4月　ISBN 978-4-06-148762-8
3. 『夢泥棒と黄金伝説 マジカルストーンを探せ! Part3』 2008年3月　ISBN 978-4-06-285010-0
4. 『亡霊島の地下迷宮 マジカルストーンを探せ! Part4』 2008年8月　ISBN 978-4-06-285041-4
5. 『ジャングルドームを脱出せよ!マジカルストーンを探せ! Part5』 2009年4月　ISBN 978-4-06-285087-2
6. 『炎の龍と最後の秘密 マジカルストーンを探せ! Part6』 2010年2月　ISBN 978-4-06-285136-7
7. 『幻霧城への道 マジカルストーンを探せ! Part7』 2010年5月　ISBN 978-4-06-285145-9

#### 「名探偵 宵宮月乃」シリーズ
「マジカルストーンを探せ!」シリーズのスピンオフ作品。本編と同じく、間宮彩智イラスト、講談社青い鳥文庫。
1. 『名探偵 宵宮月乃 5つの事件』 2008年12月　ISBN 978-4-06-285054-4
2. 『名探偵 宵宮月乃 5つの謎』 2009年8月　ISBN 978-4-06-285111-4
3. 『名探偵 宵宮月乃 トモダチゲーム』 2010年10月　ISBN 978-4-06-285173-2

### 「怪盗パピヨン」シリーズ
雨イラスト、講談社青い鳥文庫。
1. 『怪盗パピヨン steal 1 雨小ミステリークラブ、誕生!』 2011年1月　ISBN 978-4-06-285192-3
2. 『怪盗パピヨン steal 2 黒鉛の塔の秘密』 2011年4月　ISBN 978-4-06-285206-7
3. 『怪盗パピヨン steal 3 永久雲上住宅と3つの宝箱』 2011年7月　ISBN 978-4-06-285229-6

### 「開店! メタモル書店」シリーズ
濱元隆輔イラスト、ポプラ社ポケット文庫。
1. 『開店! メタモル書店 (1) わたしの話が本になる!?』 2012年8月　ISBN 978-4-591-13034-6
2. 『開店! メタモル書店 (2) 超デキるライバル登場!?』 2012年12月　ISBN 978-4-591-13174-9

### その他単行本
- 『エルの終わらない夏』（講談社ノベルス） 2005年6月　ISBN 978-4-06-182433-1
- 『時計仕掛けのイヴ』（小学館ミステリー21） 2006年12月　ISBN 4-09-387692-4
- 『晩餐は「檻」のなかで』（原書房、ミステリー・リーグ） 2007年2月　ISBN 978-4-562-04060-5